# Pierluigi Pizzaballa
Pierluigi Pizzaballa (* 14. September 1939 in Bergamo) ist ein ehemaliger italienischer Fußballtorhüter. Auf Vereinsebene vor allem bei Atalanta Bergamo und beim AS Rom aktiv, nahm er mit der Nationalmannschaft seines Heimatlandes auch an der Fußball-Weltmeisterschaft 1966 in England teil.

## Karriere

### Vereinskarriere
Pierluigi Pizzaballa, geboren am 14. September 1939 in der norditalienischen Stadt Bergamo, begann mit dem Fußballspielen beim lokalen Verein Verdello, ehe ihn Atalanta Bergamo im Jahre 1958 für die erste Mannschaft engagierte. Gleich in seiner ersten Saison trug der junge Torhüter dazu bei, dass Atalanta als Erster der Serie B 1958/59 mit einem Vorsprung von zwei Punkten auf die US Palermo die Rückkehr in die Serie A schaffte. Dort etablierte sich der Klub in den Folgejahren. Pierluigi Pizzaballa war auch dabei, als Atalanta Bergamo den größten Erfolg der Vereinsgeschichte landete. In der Coppa Italia 1962/63 schlug man nacheinander die AC Como, CC Catania, die AC Padova sowie die AS Bari und stand schließlich im Endspiel, wo als Gegner der AC Turin wartete. Mit Pierluigi Pizzaballa im Tor und nach drei Toren des späteren Starstürmers Angelo Domenghini setzte sich Atalanta hier mit 3:1 durch und holte zum ersten und bis heute einzigen Mal die Trophäe des italienischen Pokalsiegers nach Bergamo.
Pierluigi Pizzaballa spielte noch bis Sommer 1966 bei Atalanta Bergamo und machte insgesamt 87 Ligapartien für den Verein. 1966 wechselte er zur AS Rom und verbrachte dort drei durchaus erfolgreiche Jahre. Während im Ligabetrieb wenig erbauliche Platzierungen erreicht wurden, gewann die Roma mit Pizzaballa im Tor die Coppa Italia 1968/69 durch einen ersten Platz in der Finalrunde vor der US Cagliari, Foggia Incedit sowie der AC Turin. Im gleichen Jahr verließ Pierluigi Pizzaballa den AS Rom nach drei Jahren und 70 Ligaspielen wieder, er schloss sich zur neuen Saison Ligakonkurrent Hellas Verona an. In Verona verbrachte der Torhüter vier Jahre und brachte es in dieser Zeit auf 79 Einsätze im Ligabetrieb. Und es gelang in allen vier Jahren auch der Klassenerhalt, was Hellas Verona seine bis dato längste Erstligazeit ohne Unterbrechung einbrachte.
Im Sommer 1973 wechselte Pierluigi Pizzaballa erneut den Verein und wurde zweiter Torhüter bei der AC Mailand. Hinter Enrico Albertosi kam er aber in drei Jahren nur zu zehn Ligaspielen, ein Titelgewinn sprang nicht heraus. Auch die Finalteilnahme in der Coppa Italia 1975/76 erlebte Pizzaballa nur von der Bank aus. 1976 kehrte der Schlussmann schließlich wieder an den Anfangsort seiner Karriere, zu Atalanta Bergamo, zurück. Der Verein war mittlerweile wieder mal in die Serie B abgestiegen, doch nach der Rückkehr von Pizzaballa gelang sogleich die Rückkehr in die Serie A durch Platz zwei in der Serie B 1976/77, einzig hinter Lanerossi Vicenza. Dort konnte man sich allerdings nur zwei Jahre halten, in der Saison 1978/79 folgte als Vorletzter der Wiederabstieg. Nachdem die folgende Zweitligasaison nur im Mittelfeld abgeschlossen werden konnte, beendete Pierluigi Pizzaballa seine fußballerische Laufbahn im Alter von 41 Jahren. Zuvor hatte er in seiner zweiten Zeit bei Atalanta Bergamo in vier Jahren noch einmal 54 Ligaspiele gemacht.

### Nationalmannschaft
Im Jahr 1966 brachte es Pierluigi Pizzaballa auf ein Länderspiel in der italienischen Fußballnationalmannschaft. Von Nationalcoach Edmondo Fabbri wurde er ins Aufgebot der Südeuropäer für die Fußball-Weltmeisterschaft 1966 in England berufen, fungierte bei dem Turnier allerdings nur als dritter Torhüter hinter Enrico Albertosi und Roberto Anzolin. Folglich blieb Pizzaballa auch ein WM-Einsatz verwehrt. Die italienische Mannschaft indes schied bereits nach der Vorrunde aus der Weltmeisterschaft aus, nachdem man in einer Gruppe mit der Sowjetunion, Nordkorea sowie Chile nur Dritter wurde.

## Erfolge
- Italienischer Pokalsieg: 2×

1962/63 mit Atalanta Bergamo
1968/69 mit dem AS Rom
- Serie B: 1×

1958/59 mit Atalanta Bergamo